# Miðfjörður (Bakkaflói)
Miðfjörður (Bakkaflói) (in lingua islandese: Fiordo di mezzo) è un fiordo situato nel settore nordorientale dell'Islanda. 

## Descrizione
Miðfjörður è la più piccola e centrale delle tre diramazioni in cui si suddivide la baia di Bakkaflói. È situato tra  Finnafjörður a ovest e Bakkafjörður a est. Dal punto di vista amministrativo fa parte della contea di Norður-Múlasýsla.
Il fiordo è un importante sito di nidificazione dell'edredone comune, la grande anatra marina.  

## Vie di comunicazione
Il fiordo è raggiungibile tramite la strada S85 Norðausturvegur, che si dirama dalla Hringvegur, la grande strada statale ad anello che contorna l'intera isola.